# ЗИЛ-4105
ЗИЛ-4105 («Бронекапсула») — советский и российский бронированный автомобиль большого (представительского) класса с кузовом типа лимузин. Бронированная модификация автомобиля на шасси ЗИЛ-4104. Производился на Заводе имени Лихачёва.

## История создания
После смерти Сталина бронированные автомобили были забыты, не разрабатывались и не использовались руководством партии и государства. Хрущёв, подчёркивая свой демократизм, предпочитал ездить в открытых автомобилях с кузовом типа фаэтон. Необходимость бронированного автомобиля для руководителей государства была осознана после  покушения на жизнь Леонида Брежнева 22 января 1969 года, во время которого водитель ЗИЛ-111 И. Е. Жарков получил смертельные ранения.
Сдача на испытания первых экспериментальных автомобилей планировалась к 19 декабря 1982 года, ко дню рождения Леонида Ильича, но была отложена в связи с его смертью. В 1983-1985 годах автомобили прошли ряд огневых тестов на обстрел из винтовки СВД, с подрывом гранат под бензобаком и на крыше. Кроме того были проведены сравнительные испытания с конкурентом по размерам и предназначению — автомобилем Cadillac Fleetwood Limousine, бронированным компанией O’Gara Hess & Eisenhardt. Испытания показали, что поставленные перед разработчиками задачи реализованы, защита ЗИЛ-4105 превосходила защиту американского автомобиля.

## Характеристики и модификации
Автомобиль имел три модификации, различающихся внешним обвесом: ЗИЛ-4105 (внешне ЗИЛ-4104), ЗИЛ-41051 (внешне ЗИЛ-41045) и ЗИЛ-41052 (внешне ЗИЛ-41047).
В основе конструкции этих автомобилей лежала так называемая бронекапсула — несущий объём сложной конфигурации. Весь остальной кузов строился вокруг неё. Бронекапсулы автомобилей идентичны, сваривались на Курганском машиностроительном заводе. Всего было изготовлено 25 бронекапсул, две из которых были предназначены для огневых испытаний (ЗИЛ-4105). Капсулы изготавливались из стали марки 68ХГСЛМН. Толщина брони от 4 до 10 мм. Толщина пуленепробиваемых стекол: лобового — 43 мм, боковых и заднего — 47 мм.
Многослойные самозатягивающиеся при пробое пожаровзрывобезопасные топливные баки разрабатывались и производились в опытном производстве НИИ стали. Снаряжённый вес автомобиля, в зависимости от предназначения броневика и наличия оборудования, колебался в пределах 5160—5225 кг. Автомобиль был оборудован двумя отопителями салона повышенной мощности и кондиционером.
Всего было построено 14 таких автомобилей, причем для шести из них использовались бронекапсулы отработавших своё автомобилей.
- ЗИЛ-41052 – лимузин со специальной защитой кузова (1988–2002 гг.).
- ЗИЛ-41053 – лимузин, бронированный фирмой «Траско Бремен» (2 экземпляра). (1992 г).